# Liste der Gouverneure von Chiba
Diese Liste verzeichnet alle Gouverneure ([ken-]chiji, in den Anfangsjahren kenrei) der ostjapanischen Präfektur (-ken) Chiba seit deren Gründung durch den Zusammenschluss der Präfekturen Kisarazu und Inba 1873.
Wie in allen Präfekturen wird der Gouverneur von Chiba seit 1947 direkt vom Volk gewählt. Nach den Bestimmungen der Verfassung und des Selbstverwaltungsgesetzes leitet er die Präfekturverwaltung, hat ein Initiativrecht für Präfektursatzungen (jōrei), kann Amtsverordnungen (kisoku) erlassen, unterbreitet den Haushaltsentwurf sowie bestimmte Personalnominierungen dem Präfekturparlament und repräsentiert die Präfektur nach außen. Der Sitz der Präfekturverwaltung von Chiba befand sich von Beginn in der Stadt (-machi) Chiba im Kreis (-gun) Chiba, die später in der heutigen kreisfreien Stadt (-shi) Chiba aufging.

## Ernannte Gouverneure 1873–1947
| #  | Gouverneur         | Amtsantritt |
| -- | ------------------ | ----------- |
| 01 | Shibahara Yawara   | Juni 1873   |
| 02 | Funakoshi Mamoru   | März 1880   |
| 03 | Ishida Eikichi     | Nov. 1888   |
| 04 | Fujishima Masatake | Juli 1890   |
| 05 | Hyōdō Masashi      | März 1893   |
| 06 | Abe Hiroshi        | Aug. 1896   |
| 07 | Kashiwada Morifumi | Apr. 1897   |
| 08 | Andō Kensuke       | Jan. 1898   |
| 09 | Abe Hiroshi        | Aug. 1898   |
| 10 | Ishihara Kenzō     | Feb. 1903   |
| 11 | Ariyoshi Chūichi   | März 1908   |
| 12 | Kotsumori Ryō      | Juni 1910   |
| 13 | Ikematsu Tokikazu  | Juni 1913   |
| 14 | Sayanagi Tōta      | Apr. 1914   |
| 15 | Orihara Miichirō   | Jan. 1917   |
| 16 | Saitō Morikuni     | Juni 1923   |
| 17 | Motoda Toshio      | Juni 1924   |
| 18 | Agata Shinobu      | Sep. 1926   |
| 19 | Fukunaga Takasuke  | Mai 1927    |
| 20 | Miyawaki Umekichi  | Feb. 1929   |
| 21 | Gotō Takizō        | Juli 1929   |
| 22 | Ishida Kaoru       | Aug. 1930   |
| 23 | Hotta Kanae        | Juni 1931   |
| 24 | Okada Shūzō        | Nov. 1931   |
| 25 | Ōkubo Tomejirō     | Dez. 1931   |
| 26 | Okada Fumihide     | Juni 1932   |
| 27 | Ishihara Tsunejirō | Okt. 1934   |
| 28 | Taku Yasunobu      | Juli 1937   |
| 29 | Tatsuta Kiyotatsu  | Mai 1941    |
| 30 | Fujiwara Takao     | Mai 1941    |
| 31 | Kawamura Hidefumi  | Juni 1942   |
| 32 | Saitō Akira        | Apr. 1945   |
| 33 | Ikezumi Motome     | Okt. 1945   |
| 34 | Ono Akira          | Jan. 1946   |
| 35 | Hirohashi Tadmitsu | März 1947   |

## Gewählte Gouverneure seit 1947
| #  | Gouverneur           | Amtsantritt  | Anmerkungen |
| -- | -------------------- | ------------ | --- |
| 01 | Kawaguchi Tamenosuke | Apr. 1947    | zurückgetreten |
| 02 | Shibata Hitoshi      | Dez. 1950    | |
| 03 | Shibata Hitoshi      | Nov. 1954    | |
| 04 | Shibata Hitoshi      | Nov. 1958    | |
| 05 | Kanō Hisaakira       | Nov. 1962    | starb im Amt |
| 06 | Tomonō Taketo        | Apr. 1963    | |
| 07 | Tomonō Taketo        | Apr. 1967    | |
| 08 | Tomonō Taketo        | Apr. 1971    | |
| 09 | Kawakami Kiichi      | Apr. 1975    | |
| 10 | Kawakami Kiichi      | Apr. 1979    | zurückgetreten |
| 11 | Numata Takeshi       | Apr. 1981    | |
| 12 | Numata Takeshi       | Apr. 1985    | |
| 13 | Numata Takeshi       | Apr. 1989    | |
| 14 | Numata Takeshi       | Apr. 1993    | |
| 15 | Numata Takeshi       | Apr. 1997    | |
| 16 | Dōmoto Akiko         | Apr. 2001    | |
| 17 | Dōmoto Akiko         | Apr. 2005    | |
| 18 | Morita Kensaku       | Apr. 2009    | Künstlername, unter dem er auch als Politiker auftritt; aber in formalen Amtsangelegenheiten, etwa beim Unterzeichnen von Dokumenten, unter seinem wirklichen Namen Suzuki Eiji; Wahl 29. März |
| 19 | Morita Kensaku       | Apr. 2013    | Wahl 27. März |
| 20 | Morita Kensaku       | Apr. 2017    | Wahl 26. März |
| 21 | Kumagai Toshihito    | 5. Apr. 2021 | Wahl 21. März |